# Старе Березово
Старе Березово (пол. Stare Berezowo) — село в Польщі, у гміні Гайнівка Гайнівського повіту Підляського воєводства. Населення — 282 особи (2011).

## Історія
Засноване до 1570 року.
У 1975—1998 роках село належало до Білостоцького воєводства.

## Демографія
Демографічна структура станом на 31 березня 2011 року:
|          | Загалом | Допрацездатний вік | Працездатний вік | Постпрацездатний вік |
| -------- | ------- | ------------------ | ---------------- | -------------------- |
| Чоловіки | 132     | 17                 | 86               | 29                   |
| Жінки    | 150     | 14                 | 72               | 64                   |
| Разом    | 282     | 31                 | 158              | 93                   |